# Jan Otčenášek
Jan Otčenášek (ur. 19 listopada 1924 – zm. 24 lutego 1979) – czeski pisarz oraz scenarzysta filmowy. 
Debiutował powieścią produkcyjną w stylu reportażowym – Plným krokem (1952), której bohaterem uczynił załogę cegielni, a centralnym problemem - wykonanie planu produkcji. 
Akcja jego następnej powieści pt. Občan Brych (1955) przypada na wydarzenia z lutego 1948 r. Przez wnikliwą analizę losów i psychiki jednostek autor dąży do wytłumaczenia przewrotu politycznego i klasowo uwarunkowanych postaw społecznych. 
Od 1973 r. pracował w Filmovým studio Barrandov.

## Wybrana bibliografia
- Plným krokem – powieść (1952); 
polski przekład: Zwycięskim krokiem, tłum. Edward Gilar, Spółdzielnia Wydawnicza „Czytelnik” 1954
- Občan Brych – powieść (1955)
- Romeo, Julie a tma – mikropowieść (1958); 
polski przekład: Romeo, Julia i mrok, tłum. Maria Erhardtowa, Państwowy Instytut Wydawniczy 1961, 1963; 
ekranizacja: Romeo, Julie a tma (1960), reż. Jiří Weiss (polski tytuł filmu: Romeo, Julia i ciemność)
- Když v ráji pršelo – powieść (1972); 
polski przekład: Gdy w raju padał deszcz, tłum. Emilia Witwicka(inne języki), Państwowy Instytut Wydawniczy 1974, seria: Klub Interesującej Książki
- Lásky mezi kapkami deště – scenariusz filmu (1979), reż. Karel Kachyňa (polski tytuł filmu: Miłość między kroplami deszczu)
- Pokušení Katarina – powieść (1984); 
polski przekład: Pokusa, tłum. Emilia Witwicka, Państwowy Instytut Wydawniczy 1989, seria: Klub Interesującej Książki, ISBN 83-06-01703-X